# Sagy (Val-d'Oise)
Pour les articles homonymes, voir Sagy.
Sagy est une commune française située dans le département du Val-d'Oise en région Île-de-France. Ses habitants sont appelés les Sagyen(ne)s ou Sasien(ne)s.

## Géographie

### Description

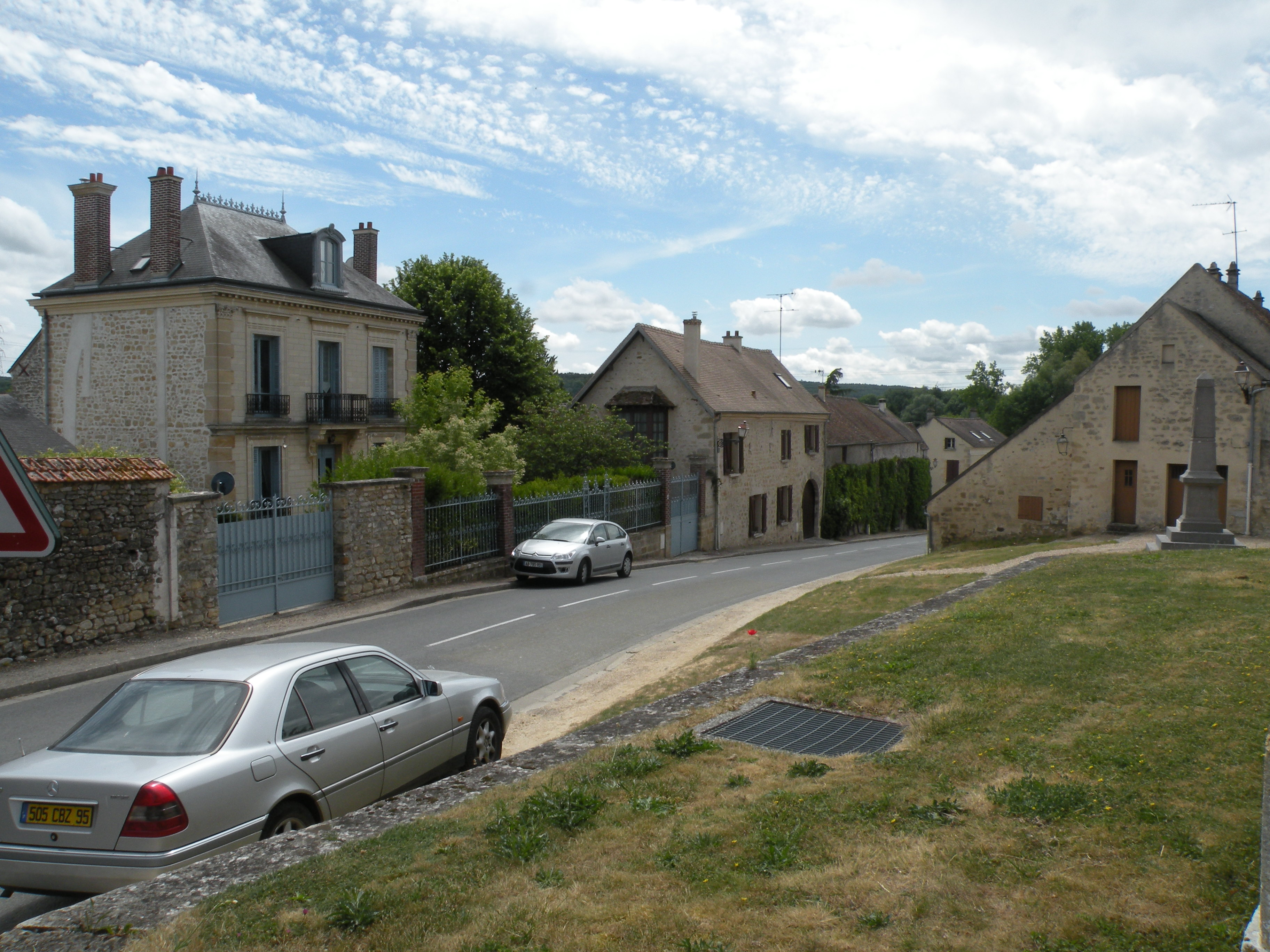
Ambiance d'une rue du village.

Le village du Vexin français, situé au fond de la boutonnière de la faille de Banthelu et composé de cinq hameaux, se situe dans la vallée de l'Aubette de Meulan, petite rivière du Vexin français, dans la région naturelle du Vexin.
Il se trouve dans le Parc naturel régional du Vexin français.
La commune, située à 11 km à l'Ouest de Pontoise, 37 km au Nord-Ouest de Paris, 28 km au Sud-Est de Gisors et 6 km au Nord-Est de Meulan-en-Yvelines. Il est desservi par la route départementale D 28 dont le tracé suit la vallée de l'Aubette. Cette route à deux voies supporte un trafic de transit, notamment de poids-lourds, très important entre les pôles de Cergy-Pontoise et Mantes-la-Jolie. L'ancienne route nationale 14, actuelle RD 14 traverse le Nord du territoire communal.
Le sentier de grande randonnée GR1 passe sur le territoire de la commune. Il se prolonge vers Longuesse à l'Ouest et Condécourt au Sud. Une voie verte engagée en 2020 permet de relier, à terme le village de Sagy à Saillancourt, l’un des hameaux de la commune.

### Communes limitrophes
La commune est limitrophe de : Ableiges, Courcelles-sur-Viosne, Puiseux-Pontoise, Courdimanche, Menucourt, Condécourt et Longuesse. Elle est située à proximité immédiate de l'agglomération de Cergy-Pontoise.
| Longuesse  | Ableiges  | Courcelles-sur-Viosne Puiseux-Pontoise |
|            | Sagy      |                                        |
| Condécourt | Menucourt | Courdimanche                           |

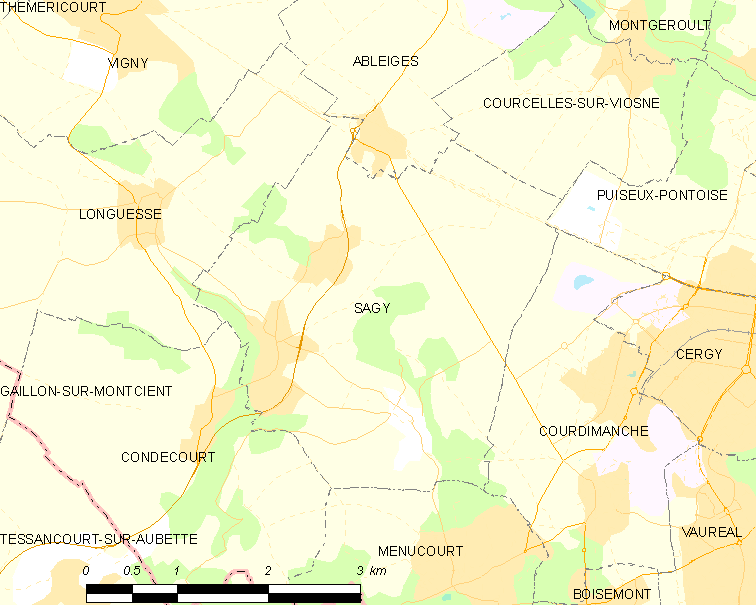
Position de la commune, par rapport à ses voisines.
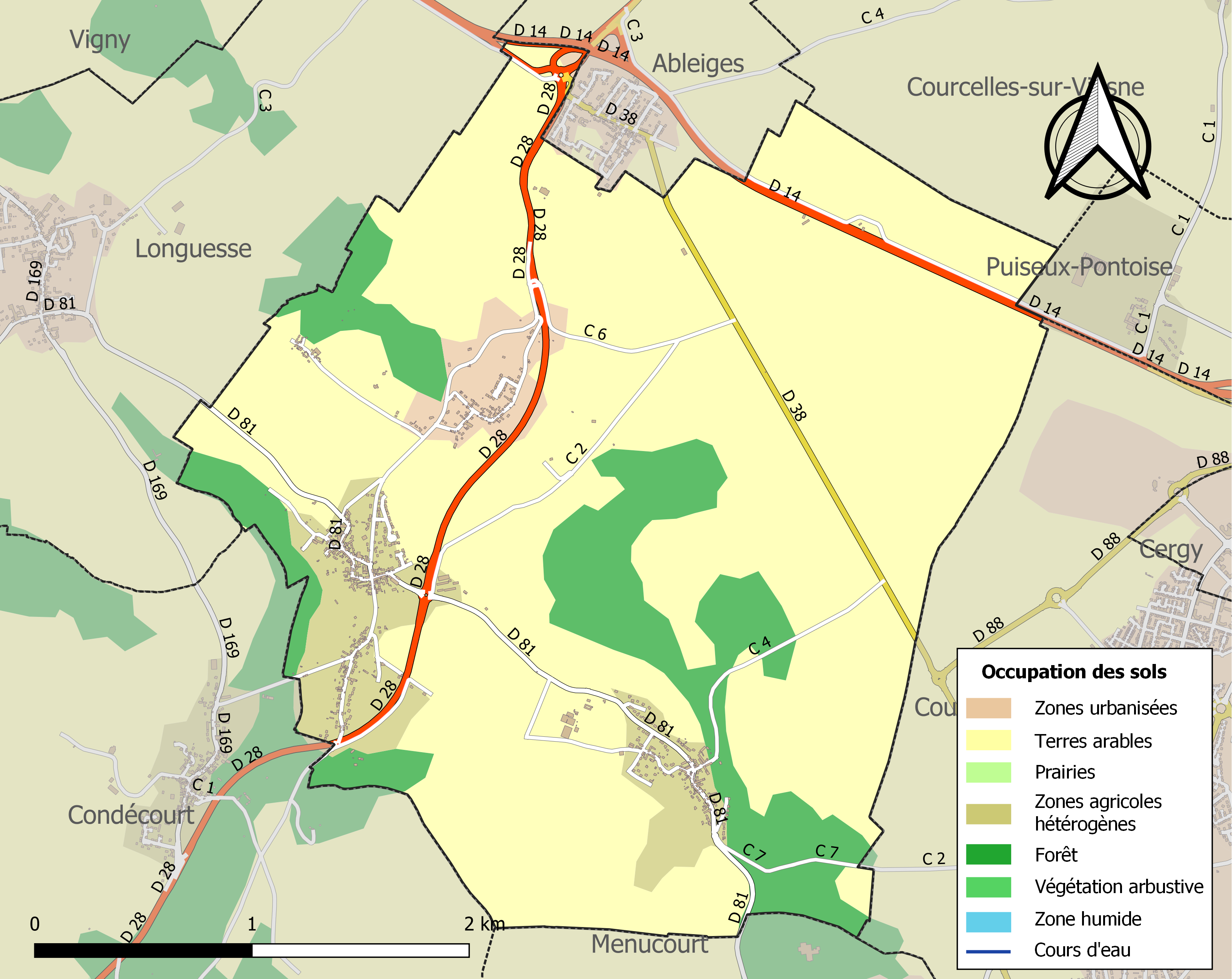
Détails de l'Occupation des sols

### Hydrographie

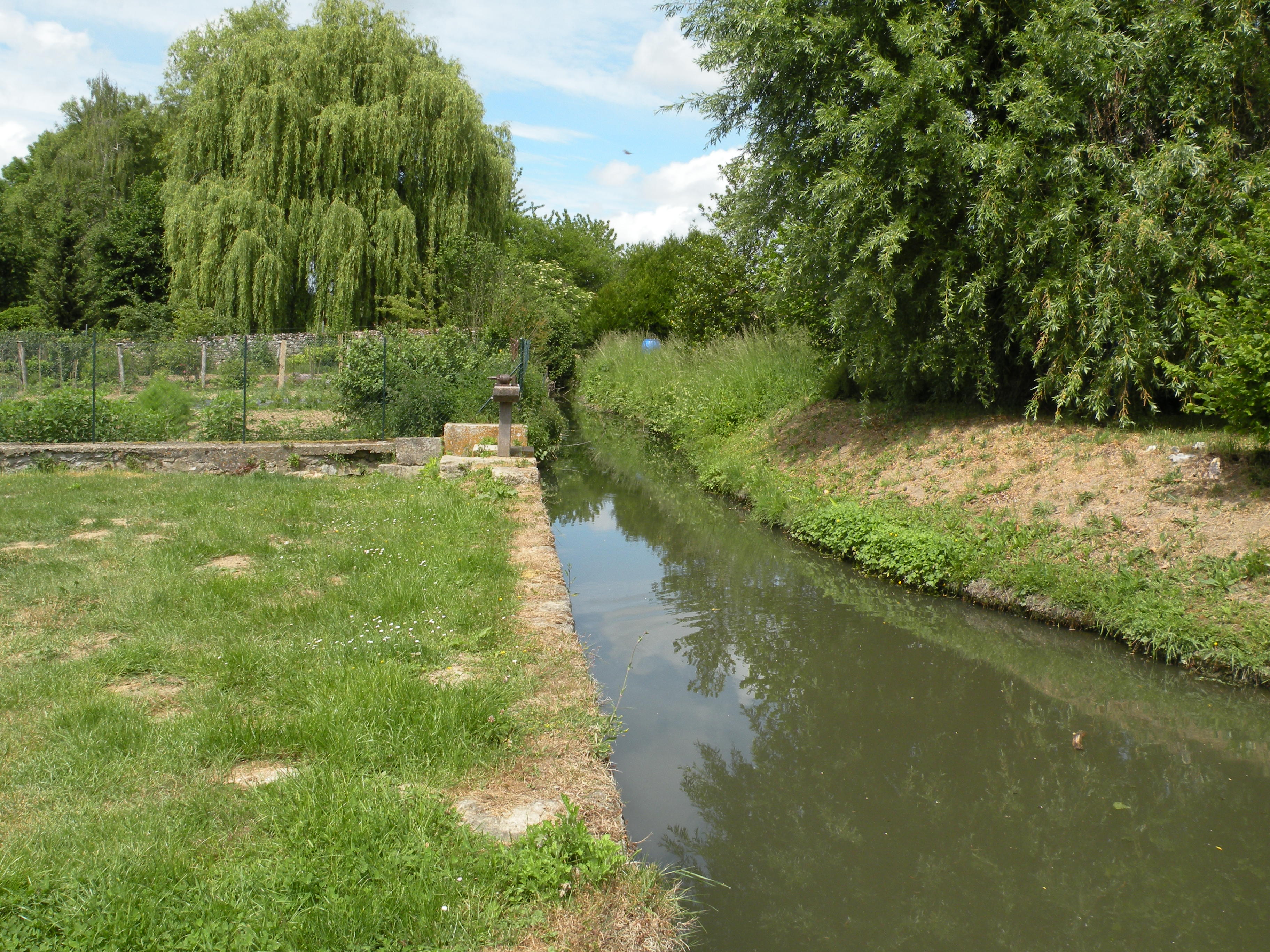
L'Aubette de Meulan à Sagy.

Le territoire communal est limité au Sud-Ouest par les bras de l'Aubette de Meulan, un petit affluent de la Seine, ainsi que ses étangs et  zones humides qui abritent ruisseaux, roselières, marais ainsi que de la flore.
Le ruisseau de "Sérifontaine" conflue dans l'Aubette à Sagy.
On peut voir dans la commune un ancien moulin, un lavoir, et un puits...

### Climat
Pour des articles plus généraux, voir Climat de l'Île-de-France et Climat du Val-d'Oise.
En 2010, le climat de la commune est de type climat océanique dégradé des plaines du Centre et du Nord, selon une étude du CNRS s'appuyant sur une série de données couvrant la période 1971-2000. En 2020, Météo-France publie une typologie des climats de la France métropolitaine dans laquelle la commune est exposée à un climat océanique et est dans la région climatique Sud-ouest du bassin Parisien, caractérisée par une faible pluviométrie, notamment au printemps (120 à 150 mm) et un hiver froid (3,5 °C).
Pour la période 1971-2000, la température annuelle moyenne est de 11,1 °C, avec une amplitude thermique annuelle de 14,7 °C. Le cumul annuel moyen de précipitations est de 668 mm, avec 11,1 jours de précipitations en janvier et 7,6 jours en juillet. Pour la période 1991-2020, la température moyenne annuelle observée sur la station météorologique la plus proche, située sur la commune de Boissy-l'Aillerie à 6 km à vol d'oiseau, est de 11,2 °C et le cumul annuel moyen de précipitations est de 635,8 mm,. Pour l'avenir, les paramètres climatiques de la commune estimés pour 2050 selon différents scénarios d'émission de gaz à effet de serre sont consultables sur un site dédié publié par Météo-France en novembre 2022.

## Urbanisme

### Typologie
Au 1er janvier 2024, Sagy est catégorisée commune rurale à habitat dispersé, selon la nouvelle grille communale de densité à sept niveaux définie par l'Insee en 2022.
Elle est située hors unité urbaine. Par ailleurs la commune fait partie de l'aire d'attraction de Paris, dont elle est une commune de la couronne,. Cette aire regroupe 1 929 communes,.

### Lieux-dits, hameaux et écarts
La commune est constituée de cinq hameaux : Le Village, Le Grand Mesnil, Le Petit Mesnil, Chardronville et Saillancourt.

## Toponymie
Le nom provient de l'anthroponyme latin Sabius ou plutôt du nom gaulois Sagius avec le suffixe gallo-romain -acum, d'origine celtique *-āko, le domaine de.[réf. nécessaire]

## Histoire
Le territoire de la commune est occupé depuis la période néolithique.
Le fief dépend de l'abbaye de Saint-Denis depuis 1071, date à laquelle il lui est cédé par Jean d'Ivry, évêque de Rouen.
Pendant la Révolution française, les villages de Chardronville, Condécourt, La Maresche, Le Grand-Mesnil et Le Petit-Mesnil sont réunis à Sagy pour former une seule et même commune.

## Politique et administration

### Rattachements administratifs et électoraux

#### Rattachements administratifs
Antérieurement à la loi du 10 juillet 1964, la commune faisait partie du département de Seine-et-Oise. La réorganisation de la région parisienne en 1964 fit que la commune appartient désormais au département du Val-d'Oise et à son arrondissement de Pontoise après un transfert administratif effectif au 1er janvier 1968.
Elle faisait partie de 1801 à 1967 du canton de Marines de Seine-et-Oise. Lors de la mise en place du Val-d'Oise, la ville intègre le canton de Vigny. Dans le cadre du redécoupage cantonal de 2014 en France, cette circonscription administrative territoriale a disparu, et le canton n'est plus qu'une circonscription électorale.

#### Rattachements électoraux
Pour les élections départementales, la commune est membre depuis 2014 du canton de Pontoise
Pour l'élection des députés, elle fait partie de la première circonscription du Val-d'Oise.

### Intercommunalité
La commune, initialement membre de la communauté de communes des Trois Vallées du Vexin — un établissement public de coopération intercommunale (EPCI) à fiscalité propre créé fin 2004 et auquel la commune avait transféré un certain nombre de ses compétences, dans les conditions déterminées par le code général des collectivités territoriales — est membre, depuis le 1er janvier 2013, de la communauté de communes Vexin centre.
En effet, cette dernière a été constituée le 1er janvier 2013 par la fusion de la communauté de communes des Trois Vallées du Vexin (12 communes), de la communauté de communes Val de Viosne (14 communes) et  de la communauté de communes du Plateau du Vexin (8 communes), conformément aux prévisions du schéma départemental de coopération intercommunale du Val-d'Oise approuvé le 11 novembre 2011.

### Liste des maires
| Période                                  | Période                    | Identité     | Étiquette | Qualité                                                                   |
| ---------------------------------------- | -------------------------- | ------------ | --------- | ------------------------------------------------------------------------- |
| Les données manquantes sont à compléter. |                            |              |           |                                                                           |
| mai 1925                                 |                            | Pierre Bonte |           |                                                                           |
| Les données manquantes sont à compléter. |                            |              |           |                                                                           |
| mars 2001                                | En cours (au 25 juin 2021) | Guy Paris    | DVD       | Conseiller général de Vigny (2001 → 2015) Réélu pour le mandat 2020-2026, |

## Équipements et services publics
La commune dispose en 2021 d'un groupe scolaire de cinq classes. Toutefois, une classe pourrait fermer à la rentrée 2021-2022

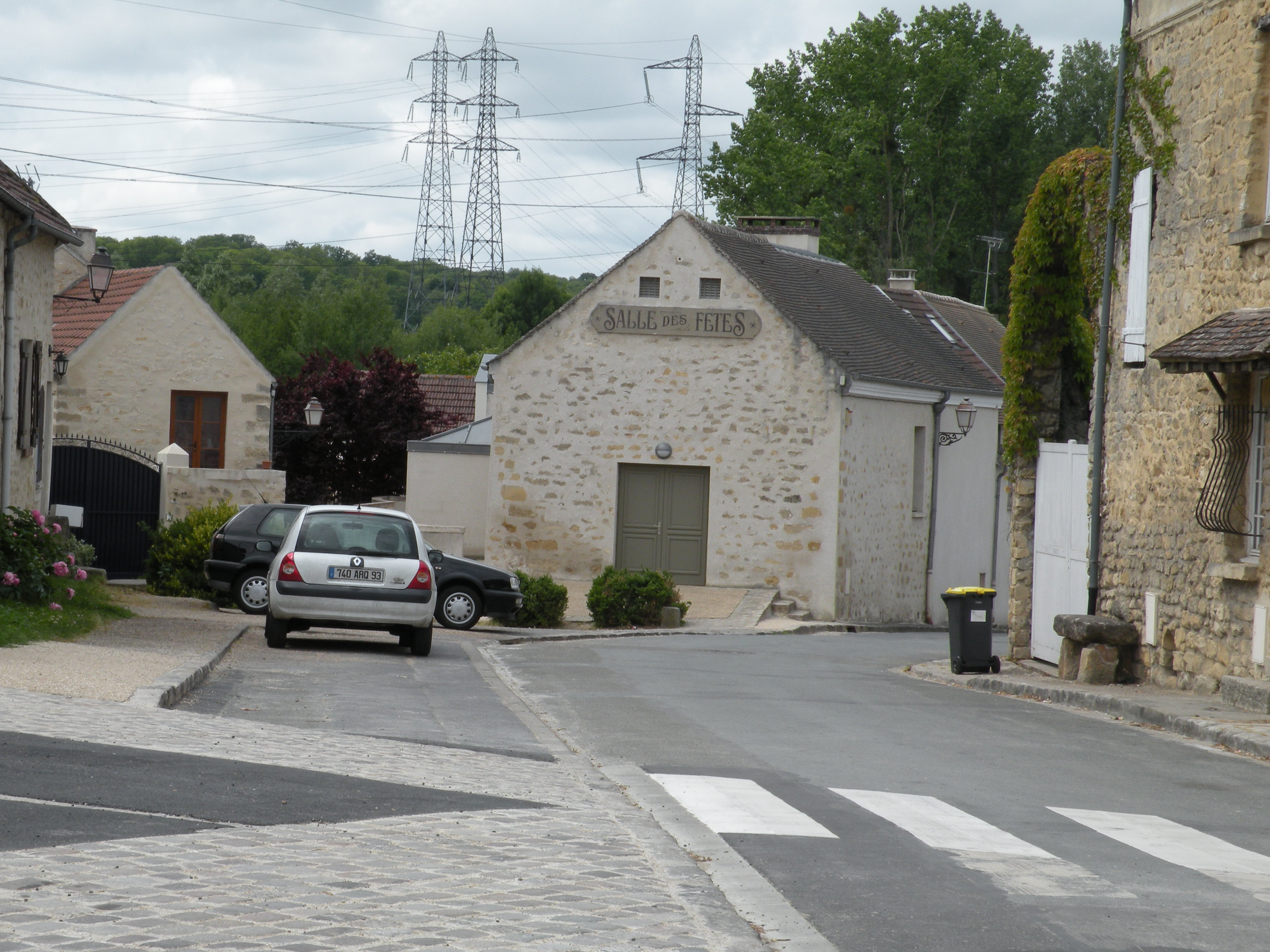
La salle des fêtes.

## Population et société

### Démographie
L'évolution du nombre d'habitants est connue à travers les recensements de la population effectués dans la commune depuis 1793. Pour les communes de moins de 10 000 habitants, une enquête de recensement portant sur toute la population est réalisée tous les cinq ans, les populations de référence des années intermédiaires étant quant à elles estimées par interpolation ou extrapolation. Pour la commune, le premier recensement exhaustif entrant dans le cadre du nouveau dispositif a été réalisé en 2006.

En 2022, la commune comptait 1 100 habitants, en évolution de −0,99 % par rapport à 2016 (Val-d'Oise : +4 %, France hors Mayotte : +2,11 %).
| 1793 | 1800 | 1806 | 1821 | 1831 | 1836 | 1841 | 1846 | 1851 |
| ---- | ---- | ---- | ---- | ---- | ---- | ---- | ---- | ---- |
| 648  | 636  | 638  | 729  | 730  | 698  | 662  | 684  | 627  |

| 1856 | 1861 | 1866 | 1872 | 1876 | 1881 | 1886 | 1891 | 1896 |
| ---- | ---- | ---- | ---- | ---- | ---- | ---- | ---- | ---- |
| 559  | 602  | 600  | 620  | 533  | 523  | 514  | 480  | 483  |

| 1901 | 1906 | 1911 | 1921 | 1926 | 1931 | 1936 | 1946 | 1954 |
| ---- | ---- | ---- | ---- | ---- | ---- | ---- | ---- | ---- |
| 453  | 425  | 400  | 356  | 414  | 399  | 382  | 373  | 464  |

| 1962 | 1968 | 1975 | 1982 | 1990  | 1999  | 2006  | 2011  | 2016  |
| ---- | ---- | ---- | ---- | ----- | ----- | ----- | ----- | ----- |
| 546  | 539  | 750  | 969  | 1 096 | 1 127 | 1 140 | 1 155 | 1 111 |

| 2021  | 2022  | - | - | - | - | - | - | - |
| ----- | ----- | - | - | - | - | - | - | - |
| 1 101 | 1 100 | - | - | - | - | - | - | - |

### Manifestations culturelles et festivités
- Le concours d'épouvantails, dont la 19e édition a eu lieu au musée de la moisson le 29 mars 2020[26].
- La traditionnelle fête de la moisson, également au musée, début septembre[27]

### Médias
Le Petit Journal de Sagy, un mensuel d'informations locales créé en 1981, est réalisé par Serge et Guy Paris.

## Culture locale et patrimoine

### Lieux et monuments
On peut signaler : 
- Église Saint-Sulpice, rue du Moulin et rue de l'Église : Elle remplace un édifice précédent du XIIe siècle endommagé par un incendie, et est bâtie dans un seul jet en 1740. C'est la seule église du Vexin français construite exclusivement dans le style classique, avec celle de Saint-Cyr-en-Arthies. L'église se compose simplement d'une nef unique non voûtée aboutissant à un chevet à trois pans. L'avant-nef est surmontée d'un clocher-porche carré assez trapu, dépassant à peine en hauteur le faîtage du toit de la nef, et coiffé d'une toiture d'ardoise. Le portail occidental est flanqué de pilastres à peine saillants et surmonté d'un fronton triangulaire très sobre, sans aucune décoration. Toutes les baies sont en plein cintre et sans remplage, et les contreforts sont plats, à l'exception de la première travée de la nef supportant le clocher. À l'instar des façades, l'intérieur est également d'une grande simplicité et complètement dépourvu d'ornementation[29],[30].
Un violent orage surven la nuit du 12 au 13 août 2021 a fait s'effpndrer une partie de la toiture de l'église, qu'il a fallu bâcher[31]
- Lavoir couvert de Saillancourt, rue de la Vallée (RD 81) : C'est l'un des rares lavoirs à se situer en plein centre d'un village, au milieu d'une place publique.
- Pompe à godets de marque « Dragor » : Cette pompe en fonte date de la seconde moitié du XIXe siècle et correspond à un modèle particulièrement répandu dans le Vexin français[30].
- Musée de la moisson, au hameau du Petit-Mesnil : C'est l'un des musées et maisons à thème du parc naturel régional du Vexin français. Il conserve des machines agricoles destinées aux cultures céréalières, qui sont sorties chaque année lors de la fête des moissons (le deuxième dimanche de septembre), ainsi qu'une roulotte de berger[32]. Le musée n'ouvre que le dimanche après-midi de mars à juillet et de septembre à octobre[30],[33].

La commune est traversée par le sentier de grande randonnée GR1 et un sentier de randonnée PR.

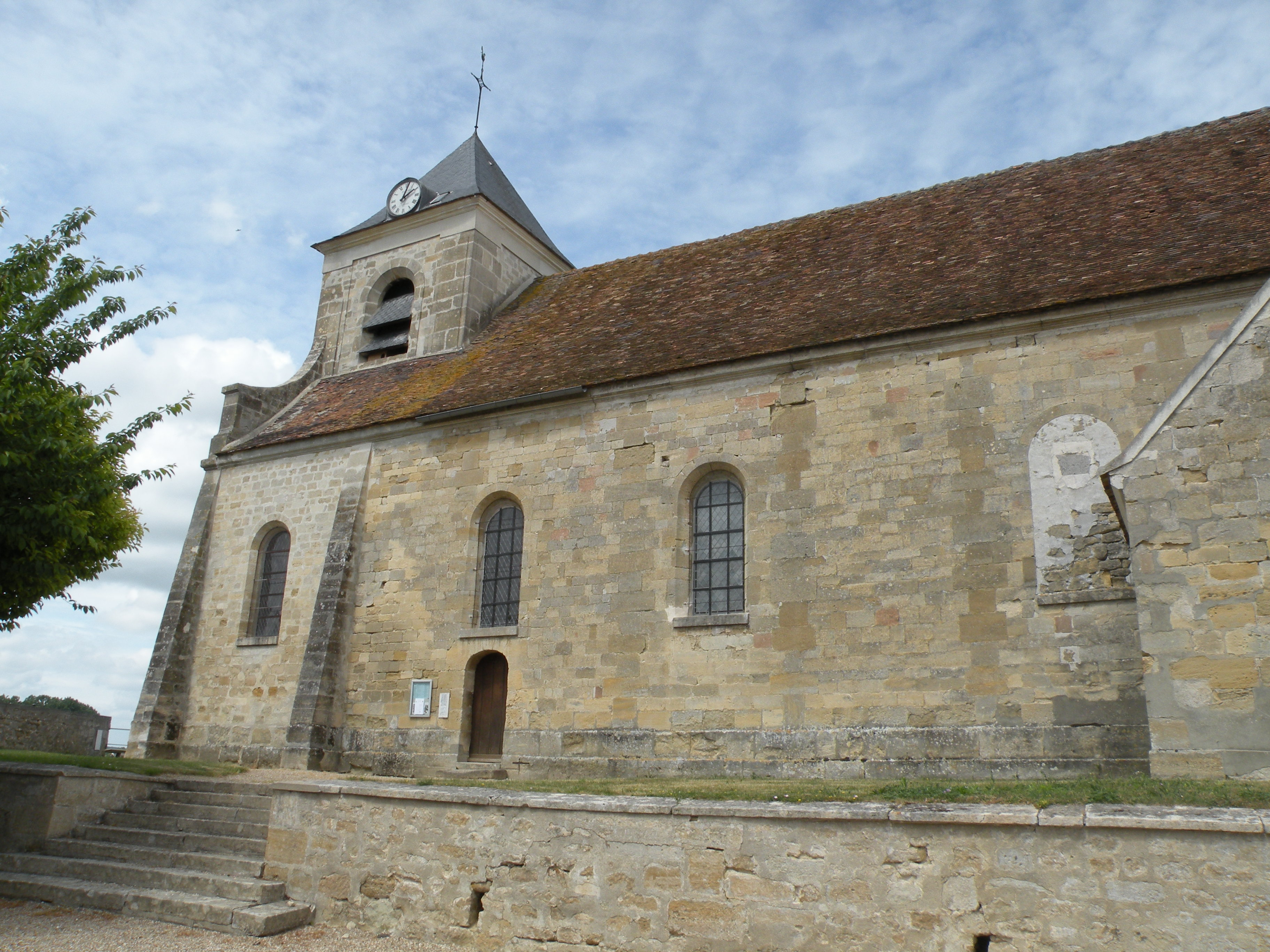
Église Saint-Sulpice.
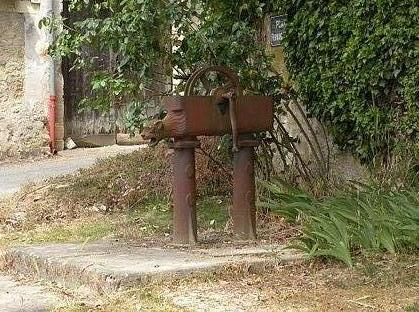
Pompe à eau "Dragor" à godets mue par une manivelle - (1923-1959).
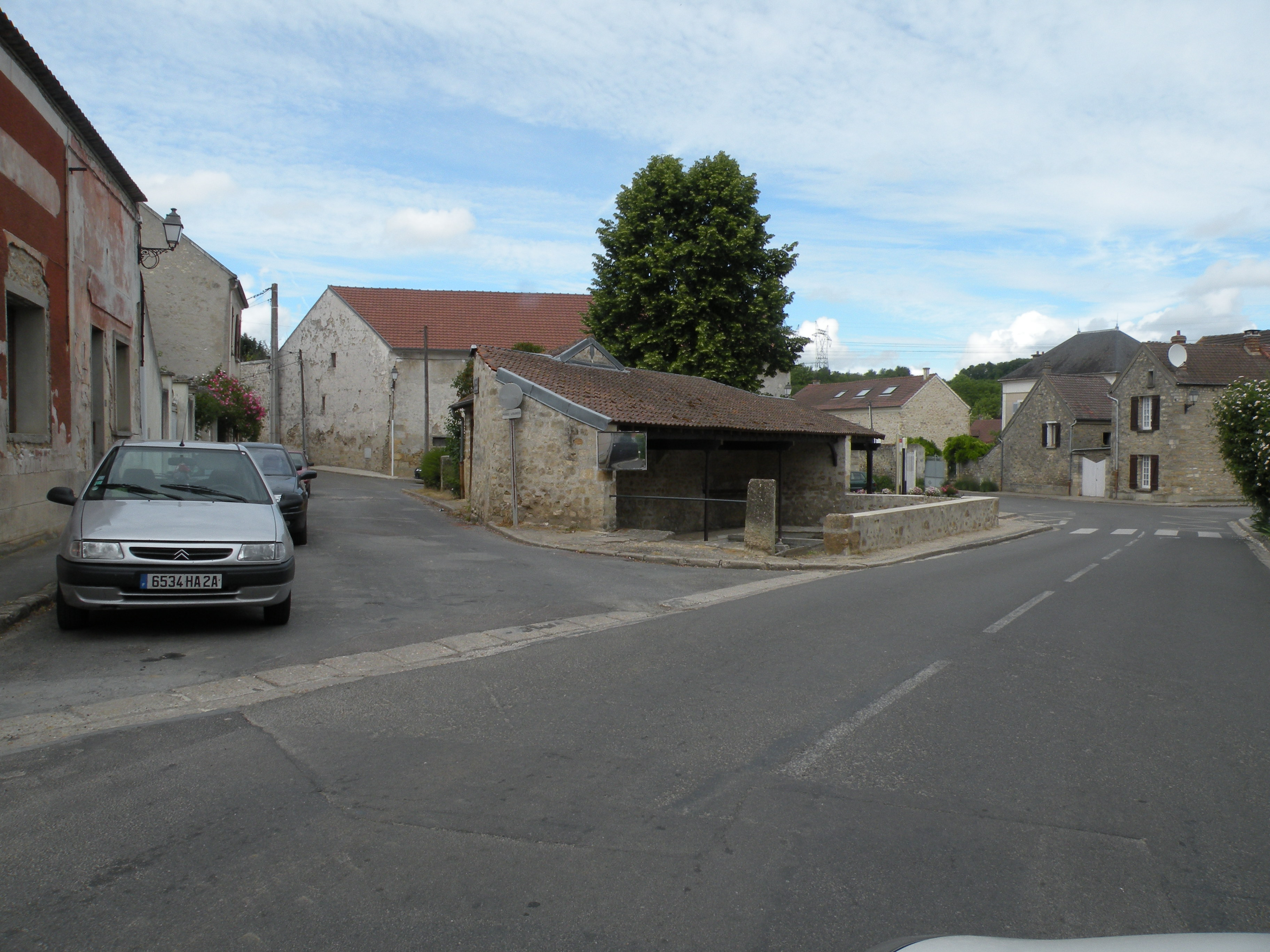
Lavoir de Saillancourt.
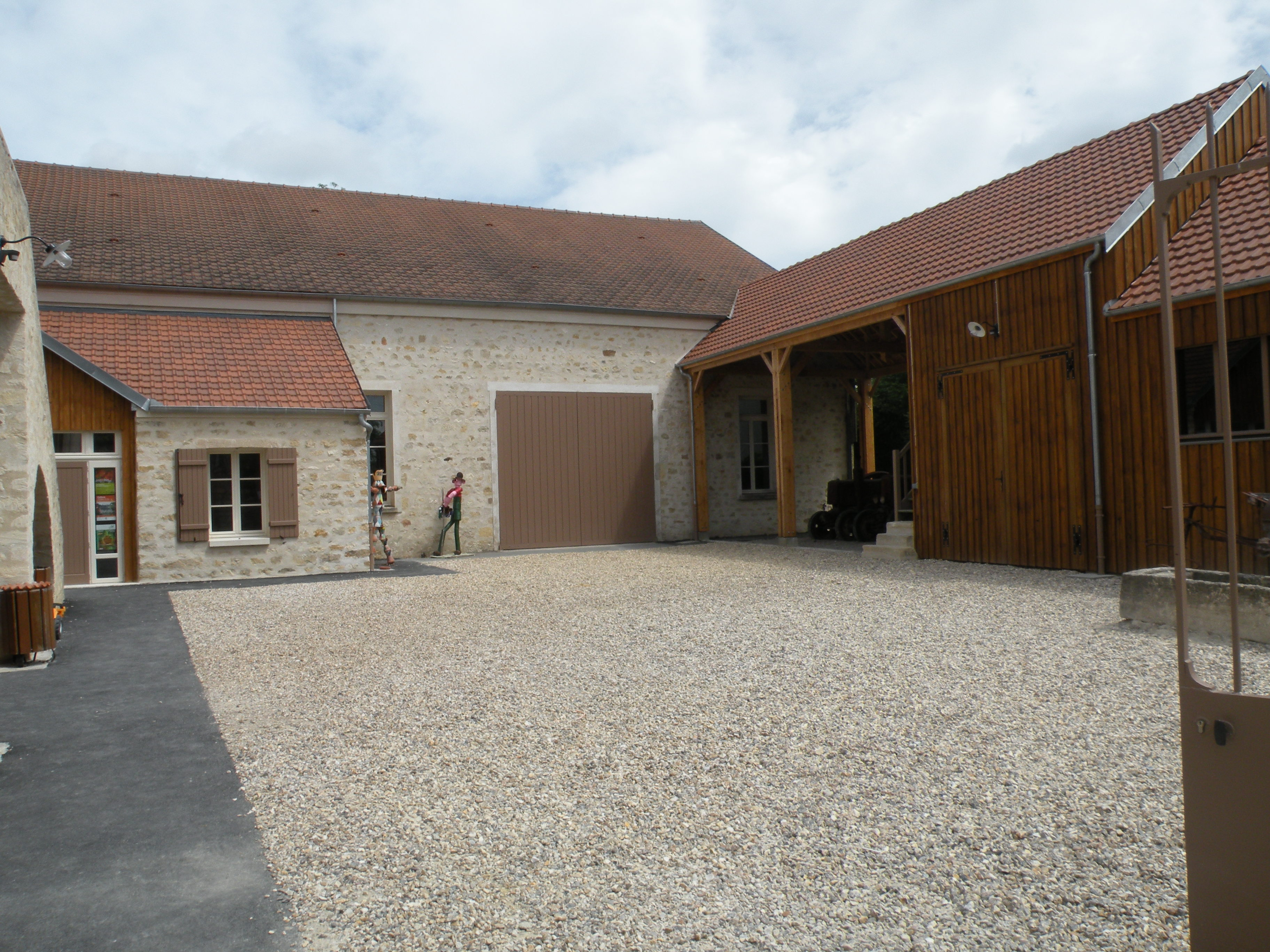
La cour du Musée de la moisson

### Personnalités liées à la commune
- Guillaume Postel (1510-1581), qui enseigne comme maître d'école dans le village dès l'âge de 14 ans et qui devient plus tard  professeur au Collège de France, titulaire des chaires de mathématiques et de langues orientales sous le règne de François Ier.

## Héraldique
| Blason de Sagy (Val-d'Oise) | Blason  | Parti : au premier d'azur au clou de la Passion d'argent surmonté d'une couronne royale fermée d'or et soutenu de trois fleurs de lys du même ordonnées 2 et 1, au second de gueules à Saint Sulpice évêque d'or bénissant de sa dextre et tenant dans sa senestre une crosse contournée du même Devise / CriSagiacensis civis semper sagit (le citoyen de Sagy a toujours l'esprit subtil) |
| Blason de Sagy (Val-d'Oise) | Détails | Le statut officiel du blason reste à déterminer. |